# Provisorische Amur-Regierung
Die Provisorische Amur-Regierung (russisch Приамурский земский край, Приамурское государственное образование oder auch «чёрный буфер» (Schwarzer Puffer)) war ein japanisch kontrolliertes Staatengebilde weißgardistisch-monarchistischer Ausrichtung um Wladiwostok und der letzte, vergebliche Versuch der Triple Entente, den Russischen Bürgerkrieg zugunsten der Weißen Armee zu beeinflussen. In einigen Quellen wird das von ihr beherrschte Gebiet als Küstenrepublik bezeichnet.

## Vorgeschichte
Im April 1918 landeten britische und japanische Truppen auf Bitten der USA in Wladiwostok und Chabarowsk. Diese Intervention, welche unter dem Namen Sibirische Intervention bekannt ist, wurde zur Unterstützung der Weißen Armee unter Admiral Koltschak entsendet.
Dies wurde obsolet, als die Rote Armee im Sommer 1921 die Truppen Koltschaks vernichtete, bis nach Tschita vordrang und dort die prosowjetische Fernöstliche Republik gründete. Letztere kontrollierte aber noch nicht die von der Entente besetzten Gebiete.

## Gründung der Provisorischen Amur-Regierung
Nach der Gefangennahme und Hinrichtung Koltschaks durch die Rote Armee und der Evakuierung der Tschechoslowakischen Legionen zogen sich im Juni 1920 die Amerikaner und deren Alliierte aus Wladiwostok zurück. Die Japaner blieben jedoch aus Furcht vor einer weiteren Verbreitung des Kommunismus an den ihnen zur Bewachung zugeteilten Grenzen zurück. Sie unterstützten die Errichtung der Provisorischen Amur-Regierung, welche durch die Machtübernahme weißgardistischer Militärs am 27. Mai 1921 in Wladiwostok erfolgte. Regierungschef war damals Spiridon Dionisjewitsch Merkulow.
Der Einflussbereich der Pri-Amur-Regierung umfasste zunächst das Gebiet der heutigen Region Primorje und den Süden der Region Chabarowsk. Im Verlauf des Jahres 1921 konnte sie das von ihr kontrollierte Gebiet über Chabarowsk bis westlich des Amur ausdehnen.

## Untergang der Provisorischen Amur-Regierung
Die Japaner wurden immer weiter zurückgedrängt, so dass im Februar 1922 Chabarowsk von den Kommunisten eingenommen wurde. Am 8. Juni wurde Merkulow ersetzt durch Michail Konstantinowitsch Diterichs, einen ehemaligen General Koltschaks. Dieser rief zu einem Kreuzzug gegen die Bolschewisten auf und im Juli eine Notabelnversammlung zusammen, die Nikolai Nikolajewitsch Romanow in Abwesenheit zum Zar bestimmte.
Im September 1922 zogen die Japaner endgültig ab, am 25. Oktober 1922 wurden Diterichs Truppen von den Bolschewisten geschlagen, im Dezember nahmen diese Wladiwostok ein. Diese letzten Kämpfe sind propagandistisch im Lied „Partisanen vom Amur“ verewigt.